# Maria Dickin
Maria Elisabeth Dickin (ur. 22 września 1870 w Hackney, zm. 1 marca 1951 w Kensington) – brytyjska działaczka społeczna na rzecz praw zwierząt.

## Życiorys
Urodziła się 22 września 1870 r. jako najstarsza z ósemki rodzeństwa. Jej rodzicami byli metodystyczny duchowny William George Dickin i Ellen Maria z domu Exell. W młodości pomagała rodzicom utrzymywać dom. Po ślubie pracowała m.in. jako nauczycielka śpiewu, ponadto wydała zbiór cytatów duchownego Reginalda Johna Campbella. Była aktywną spirytystką i działaczką religijną. Odwiedzała ubogich w dzielnicy East End, gdzie uwrażliwiła się na los zwierząt domowych.
W tym samym okresie przeszła przez ciężką dla siebie konieczność opieki nad chorującym jej własnym psem, który musiał ostatecznie zostać uśpiony. Przerażona chorymi lub rannymi zwierzętami, które wymagały pomocy weterynaryjnej, a których opiekunowie nie mogli sobie pozwolić na taki wydatek, wynajęła piwnicę w Whitechapel, w której zorganizowała ambulatorium, do którego zatrudniła doświadczonego weterynarza, który wcześniej świadczył usługi dla arystokracji.
17 listopada 1917 r. Dickin otworzyła Ludowe Ambulatorium dla Chorych Zwierząt (ang. People’s Dispensary for Sick Animals, PDSA), które po kilkudziesięciu latach rozrosło się do sieci 48 szpitali obsługujących rocznie pół miliona zwierząt, a na początku XXI w. już miliona zwierząt. Jeszcze za jej życia PDS świadczyło usługi w ponad 200 gminach, wykorzystywało ambulanse i prowadziło pięć schronisk dla psów. W 1943 r. Dickin ustanowiła medal swojego imienia dla zwierząt wyróżniających się poświęceniem dla służby w ramach sił zbrojnych państw Brytyjskiej Wspólnoty Narodów lub cywilnych służb ratunkowych. Medal jest nazywany krzyżem Wiktorii dla zwierząt.
Zmarła 1 marca 1951 r. z powodu pogrypowego odoskrzelowego zapalenia płuc w swoim domu przy Lansdowne Road 4 w Kensington. Testamentem podzieliła majątek między siostry oraz kadrę PDSA, w szczególności Alberta Webba. Bezdzietna. Jej mężem był od 1899 r. stryjeczny brat, księgowy Arnold Francis Dickin.
Dopiero w 2015 r. jej dorobek został szerzej rozpropagowany m.in. przez kampanię informacyjną i umieszczenie tablicy pamiątkowej na jej domu urodzenia przy 41 Cassland Road w Hackney (dawniej 1 Farrington Terrace).